# Bicrisia biciliata
Bicrisia biciliata är en mossdjursart som först beskrevs av William MacGillivray 1869.  Bicrisia biciliata ingår i släktet Bicrisia och familjen Crisiidae.
Artens utbredningsområde är havet kring Nya Zeeland. Inga underarter finns listade i Catalogue of Life.